# David Warshofsky
David Warshofsky (* 23. Februar 1961 als David A. Warner in San Francisco, Kalifornien) ist ein US-amerikanischer Schauspieler.

## Leben und Karriere
Warshofsky, der russischer Abstammung ist, änderte seinen Namen von Warner zum ursprünglichen Familiennamen Warshofsky, als er seine Schauspielkarriere begann. Er lebt mit seiner Lebensgefährtin und seinen beiden Kindern in Los Angeles.
Seine erste Rolle in einem Kinofilm war im Jahr 1989 in Letzte Ausfahrt Brooklyn von Uli Edel. Noch im selben Jahr folgte Geboren am 4. Juli von Oliver Stone an der Seite von Tom Cruise. 1997 spielte er in Die Akte Jane von Ridley Scott. An der Seite von Angelina Jolie und Denzel Washington spielte er 1999 in Der Knochenjäger von Phillip Noyce. 2001 war er in Gary Fleders Sag’ kein Wort zu sehen. Er spielte auch in zwei Filmen an der Seite von Daniel Day-Lewis, für die dieser jeweils einen Oscar gewann, There Will Be Blood und Lincoln.
Außerdem war in zahlreichen Fernsehproduktionen zu sehen, darunter Emergency Room, Die Sopranos, Without a Trace, Scrubs, Law & Order und Mad Men.

## Filmografie
Film
- 1989: Letzte Ausfahrt Brooklyn (Last Exit to Brooklyn)
- 1989: Club der Lügner (Suffering Bastards)
- 1989: Family Business
- 1989: Geboren am 4. Juli (Born on the Fourth of July)
- 1993: Skinner
- 1997: Im Körper des Feindes (Face/Off)
- 1999: The Minus Man
- 1999: Der Knochenjäger (The Bone Collector)
- 2000: Endsville
- 2001: Human Nature – Die Krone der Schöpfung (Human Nature)
- 2001: Sag’ kein Wort (Don’t Say a Word)
- 2002: Personal Velocity: Three Portraits
- 2002: Safecrackers oder Diebe haben’s schwer (Welcome to Collinwood)
- 2004: The Best Thief in the World
- 2007: There Will Be Blood
- 2008: 96 Hours (Taken)
- 2008: American Violet
- 2009: Public Enemies
- 2010: Fair Game – Nichts ist gefährlicher als die Wahrheit (Fair Game)
- 2010: Unstoppable – Außer Kontrolle (Unstoppable)
- 2011: The Future
- 2011: Little Birds
- 2012: Small Apartments
- 2012: The Master
- 2012: Lincoln
- 2013: Die Unfassbaren – Now You See Me (Now You See Me)
- 2013: Captain Phillips
- 2014: Die zwei Gesichter des Januars (The Two Faces of January)
- 2014: 96 Hours – Taken 3 (Taken 3)
- 2015: Stockholm, Pennsylvania
- 2017: Beatriz at Dinner
- 2020: Body Cam – Unsichtbares Grauen (Body Cam)
- 2022: Blond (Blonde)

Fernsehen
- 1991: Hör mal, wer da hämmert (Home Improvement)
- 1992: Starfighter des Todes (Afterburn)
- 1995: New York Cops – NYPD Blue (NYPD Blue)
- 1997: JAG – Im Auftrag der Ehre (JAG)
- 1997: Chicago Hope – Endstation Hoffnung (Chicago Hope)
- 1997: Immer wieder Fitz (Cracker)
- 1998: Brooklyn South
- 1998: Vietnam – Die letzte Rettung (A Bright Shining Lie)
- 1998: Emergency Room – Die Notaufnahme (ER)
- 1999: Mondo Picasso
- 2000: Friends
- 2001: Die Sopranos (The Sopranos)
- 2001–2007: Law & Order
- 2003: Tarzan
- 2004: Without a Trace – Spurlos verschwunden (Without a Trace)
- 2006: Welcome Mrs. President (Commander in Chief)
- 2006: Walkout – Aufstand in L.A. (Walkout)
- 2006: Scrubs – Die Anfänger (Scrubs)
- 2006: Criminal Intent – Verbrechen im Visier (Criminal Intent)
- 2007: Numbers – Die Logik des Verbrechens (Numb3rs)
- 2008: Generation Kill
- 2009: Medium – Nichts bleibt verborgen (Medium)
- 2009: Lie to Me
- 2009–2014: The Mentalist
- 2010: Justified
- 2010: Mad Men
- 2012: CSI: Miami
- 2012: Law & Order: Special Victims Unit
- 2013: Sons of Anarchy
- 2013: Mob City
- 2016: Fear the Walking Dead (Folge 2x02)
- 2017: Scandal (7 Folgen)
- 2023: Barry (3 Folgen)